# Coupe d'Europe des clubs de basket-ball en fauteuil roulant 2025
Navigation
Saison précédente Saison suivante
La Coupe d'Europe des clubs de basket-ball en fauteuil roulant 2025, ou EuroCup 2025, est la 50e édition de la Coupe d'Europe des clubs de basket-ball en fauteuil roulant, organisée par l'IWBF Europe.

## Tours préliminaires
Les groupes déterminés par tirage au sort ainsi que les allocations des clubs organisateurs des différents plateaux et phases finales ont été annoncés le 10 octobre 2024, mais en raison d'irrégularités dans la répartition des équipes, un nouveau tirage a été réalisé. Les tournois de qualification pour l'édition 2026 sont présentés par la suite, le 9 décembre 2024. Le classement des clubs IWBF retenu est celui datant de l'édition précédente.

### Équipes dispensées de tour préliminaire (qualifications directes)
Les formations suivantes sont directement qualifiées pour les 1/4 de finale de la Ligue des Champions ou la phase finale d'une des trois Euroligues, selon le tableau ci-dessous.
| Équipe                               | Qualification directe pour          | Statut                                                   |
| ------------------------------------ | ----------------------------------- | -------------------------------------------------------- |
| BSR Amiab Albacete                   | Ligue des Champions (1/4 de finale) | Champion d'Europe 2024                                   |
| RSB Thüringia Bulls                  | Ligue des Champions (1/4 de finale) | Vice-champion d'Europe 2024                              |
| Dinamo Lab Banco di Sardegna Sassari | Euroligue 1                         | Club organisateur de la phase finale de l'EuroCup 1 2025 |
| UCAM Murcia BSR                      | Euroligue 2                         | Club organisateur de la phase finale de l'EuroCup 2 2025 |
| Yalova Ortopedikler SK               | Euroligue 3                         | Club organisateur de la phase finale de l'EuroCup 3 2025 |

### Ligue des Champions
Le tour préliminaire de la Ligue des Champions compte trois poules de cinq équipes. Les deux premières équipes se qualifient pour les 1/4 de finale, les troisièmes sont reversées au tour final de l'Euroligue 1 et les quatrièmes à celui de l'Euroligue 2.

#### Groupe A
| PCL Groupe A |                        |     |   |   |     |     |      |     |       |
|              | Équipe                 | Pts | G | P | PP  | PC  | Diff | Dép | Moy   |
| 1            | BSR Econy Gran Canaria | 7   | 3 | 1 | 318 | 314 | +4   |     | 80-79 |
| 2            | CEAM Briantea84 Cantù  | 6   | 2 | 2 | 281 | 258 | +23  | +22 | 70-65 |
| 3            | Galatasaray SK         | 6   | 2 | 2 | 275 | 255 | +20  | +3  | 69-64 |
| 4            | Hornets Le Cannet      | 6   | 2 | 2 | 253 | 279 | -26  | -25 | 63-70 |
| 5            | RSV Lahn-Dill          | 5   | 1 | 3 | 256 | 277 | -21  |     | 64-69 |

| Légende | Légende                                                   |
| ------- | --------------------------------------------------------- |
|         | Qualifié pour les 1/4 de finale de la Ligue des Champions |
|         | Qualifié pour la phase finale de l'Euroligue 1            |
|         | Qualifié pour la phase finale de l'Euroligue 2            |
|         | Éliminé                                                   |

#### Groupe B
| PCL Groupe B |                             |     |   |   |     |     |      |     |       |
|              | Équipe                      | Pts | G | P | PP  | PC  | Diff | Dép | Moy   |
| 1            | CD Ilunion Madrid           | 8   | 4 | 0 | 330 | 179 | +151 |     | 83-45 |
| 2            | ASD Santo Stefano KOS Group | 7   | 3 | 1 | 259 | 233 | +26  |     | 65-58 |
| 3            | RSC Köln 99ers              | 6   | 2 | 2 | 230 | 245 | -15  |     | 58-61 |
| 4            | Asinara Waves Porto Torres  | 5   | 1 | 3 | 250 | 284 | -34  |     | 63-71 |
| 5            | CTH Lannion                 | 4   | 0 | 4 | 179 | 307 | -128 |     | 45-77 |

| Légende | Légende                                                   |
| ------- | --------------------------------------------------------- |
|         | Qualifié pour les 1/4 de finale de la Ligue des Champions |
|         | Qualifié pour la phase finale de l'Euroligue 1            |
|         | Qualifié pour la phase finale de l'Euroligue 2            |
|         | Éliminé                                                   |

#### Groupe C
| PCL Groupe C |                                  |     |   |   |     |     |      |     |       |
|              | Équipe                           | Pts | G | P | PP  | PC  | Diff | Dép | Moy   |
| 1            | Fenerbahçe Göksel Çelik          | 8   | 4 | 0 | 326 | 219 | +107 |     | 82-55 |
| 2            | Deco Metalferro Amicacci Abruzzo | 7   | 3 | 1 | 288 | 238 | +50  |     | 72-60 |
| 3            | Bidaideak Bilbao BSR             | 6   | 2 | 2 | 300 | 233 | +67  |     | 75-58 |
| 4            | CS Meaux BF                      | 5   | 1 | 3 | 238 | 299 | -61  |     | 60-75 |
| 5            | BG Baskets Hamburg               | 4   | 0 | 4 | 162 | 325 | -163 |     | 41-81 |

| Légende | Légende                                                   |
| ------- | --------------------------------------------------------- |
|         | Qualifié pour les 1/4 de finale de la Ligue des Champions |
|         | Qualifié pour la phase finale de l'Euroligue 1            |
|         | Qualifié pour la phase finale de l'Euroligue 2            |
|         | Éliminé                                                   |

### Euroligue 1
Le tour préliminaire de l'Euroligue 1 compte deux poules de cinq équipes. Les premières de chaque poule se qualifient pour le tour final de l'Euroligue 1, les deuxièmes pour celui de l'Euroligue 2 et les troisièmes à celui de l'Euroligue 3.

#### Groupe A
| PEL1 Groupe A |                                     |     |   |   |     |     |      |     |       |
|               | Équipe                              | Pts | G | P | Pm  | Pe  | Diff | Dép | Moy   |
| 1             | Hyères HC                           | 8   | 4 | 0 | 329 | 235 | +94  |     | 82-59 |
| 2             | Hannover United                     | 7   | 3 | 1 | 294 | 230 | +64  |     | 74-58 |
| 3             | Interwetten Coloplast Sitting Bulls | 6   | 2 | 2 | 263 | 260 | +3   |     | 66-65 |
| 4             | Izmir Büyükşehir                    | 5   | 1 | 3 | 265 | 242 | +23  |     | 66-61 |
| 5             | Ilan Spwak Ramat Gan                | 4   | 0 | 4 | 143 | 327 | -184 |     | 36-82 |

| Légende | Légende                                        |
| ------- | ---------------------------------------------- |
|         | Qualifié pour la phase finale de l'Euroligue 1 |
|         | Qualifié pour la phase finale de l'Euroligue 2 |
|         | Qualifié pour la phase finale de l'Euroligue 3 |
|         | Éliminé                                        |

#### Groupe B
L'équipe espagnole du CP Mideba Extremadura déclare forfait et est remplacée par les Britanniques des Jaguars WBC.
| PEL1 Groupe B |                              |     |   |   |     |     |      |     |       |
|               | Équipe                       | Pts | G | P | Pm  | Pe  | Diff | Dép | Moy   |
| 1             | Aigles du Puy-en-Velay       | 8   | 4 | 0 | 304 | 202 | +102 |     | 76-51 |
| 2             | Rhine River Rhinos Wiesbaden | 7   | 3 | 1 | 279 | 209 | +70  |     | 70-52 |
| 3             | RBB Flink Stones Graz        | 6   | 2 | 2 | 268 | 312 | -44  |     | 67-78 |
| 4             | Jaguars WBC                  | 5   | 1 | 3 | 243 | 257 | -14  |     | 61-64 |
| 5             | Beit Halochem Haïfa          | 4   | 0 | 4 | 176 | 290 | -114 |     | 44-73 |

| Légende | Légende                                        |
| ------- | ---------------------------------------------- |
|         | Qualifié pour la phase finale de l'Euroligue 1 |
|         | Qualifié pour la phase finale de l'Euroligue 2 |
|         | Qualifié pour la phase finale de l'Euroligue 3 |
|         | Éliminé                                        |

### Euroligue 2
Le tour préliminaire de l'Euroligue 2 compte deux poules de cinq équipes. Les premières de chaque poule se qualifient pour le tour final de l'Euroligue 2 et les deuxièmes pour celui de l'Euroligue 3.

#### Groupe A
| PEL2 Groupe A |                                  |     |   |   |     |     |      |     |       |
|               | Équipe                           | Pts | G | P | Pm  | Pe  | Diff | Dép | Moy   |
| 1             | BSR Fundación Aliados Valladolid | 8   | 4 | 0 | 291 | 181 | +110 |     | 73-45 |
| 2             | ASD Padova Millennium Basket     | 6   | 2 | 2 | 220 | 233 | -13  | +1  | 55-58 |
| 3             | Sheffield Steelers               | 6   | 2 | 2 | 240 | 244 | -4   | -1  | 60-61 |
| 4             | KS Orto-Medico Scyzory Kielce    | 5   | 1 | 3 | 197 | 258 | -61  | +4  | 49-65 |
| 5             | TSK Rehab Merkezi Engelliler SK  | 5   | 1 | 3 | 222 | 254 | -32  | -4  | 56-64 |

| Légende | Légende                                        |
| ------- | ---------------------------------------------- |
|         | Qualifié pour la phase finale de l'Euroligue 2 |
|         | Qualifié pour la phase finale de l'Euroligue 3 |
|         | Éliminé                                        |

#### Groupe B
| PEL2 Groupe B |                           |     |   |   |     |     |      |     |       |
|               | Équipe                    | Pts | G | P | Pm  | Pe  | Diff | Dép | Moy   |
| 1             | Gazişehir Gaziantep FK    | 8   | 4 | 0 | 337 | 203 | +134 |     | 84-51 |
| 2             | Manchester Revolution     | 6   | 2 | 2 | 250 | 231 | +19  | +11 | 63-58 |
| 3             | London Titans             | 6   | 2 | 2 | 236 | 217 | +19  | +3  | 59-54 |
| 4             | Pilatus Dragons RCZS      | 6   | 2 | 2 | 209 | 224 | -15  | -8  | 52-56 |
| 5             | SC Only Friends Amsterdam | 4   | 0 | 4 | 141 | 298 | -157 |     | 35-75 |

| Légende | Légende                                        |
| ------- | ---------------------------------------------- |
|         | Qualifié pour la phase finale de l'Euroligue 2 |
|         | Qualifié pour la phase finale de l'Euroligue 3 |
|         | Éliminé                                        |

### Euroligue 3
Le tour préliminaire de l'Euroligue 3 compte trois poules de cinq équipes. Seules les premières de chaque poule se qualifient pour le tour final de l'Euroligue 3.

#### Groupe A
| PEL3 Groupe A |                                |     |   |   |     |     |      |     |       |
|               | Équipe                         | Pts | G | P | Pm  | Pe  | Diff | Dép | Moy   |
| 1             | CD Amivel Reyes Gutiérrez      | 8   | 4 | 0 | 321 | 199 | +122 |     | 80-50 |
| 2             | Special Bergamo Sport Montello | 7   | 3 | 1 | 244 | 232 | +12  |     | 61-58 |
| 3             | Toulouse IC                    | 6   | 2 | 2 | 256 | 269 | -13  |     | 64-67 |
| 4             | KSS Mustang Konin              | 5   | 1 | 3 | 266 | 285 | -19  |     | 67-71 |
| 5             | Meylan Grenoble HB             | 4   | 0 | 4 | 176 | 278 | -102 |     | 44-70 |

| Légende | Légende                                        |
| ------- | ---------------------------------------------- |
|         | Qualifié pour la phase finale de l'Euroligue 3 |
|         | Éliminé                                        |

#### Groupe B
| PEL3 Groupe B |                                  |     |   |   |     |     |      |     |       |
|               | Équipe                           | Pts | G | P | Pm  | Pe  | Diff | Dép | Moy   |
| 1             | ASD Reggio Calabria BIC          | 8   | 4 | 0 | 295 | 203 | +92  |     | 74-51 |
| 2             | Club Amfiv Vigo                  | 7   | 3 | 1 | 306 | 222 | +84  |     | 77-55 |
| 3             | ASD Menarini Volpi Rosse Firenze | 6   | 2 | 2 | 287 | 247 | +40  |     | 72-62 |
| 4             | Beit Halochem Tel Aviv           | 5   | 1 | 3 | 214 | 287 | -73  |     | 54-72 |
| 5             | CAPSAAA Paris                    | 4   | 0 | 4 | 186 | 329 | -143 |     | 47-82 |

| Légende | Légende                                        |
| ------- | ---------------------------------------------- |
|         | Qualifié pour la phase finale de l'Euroligue 3 |
|         | Éliminé                                        |

#### Groupe C
| PEL3 Groupe C |                          |     |   |   |     |     |      |     |       |
|               | Équipe                   | Pts | G | P | Pm  | Pe  | Diff | Dép | Moy   |
| 1             | Élan Chalon BF           | 8   | 4 | 0 | 318 | 182 | +146 |     | 80-46 |
| 2             | Beşiktaş Tüpraş JK       | 7   | 3 | 1 | 314 | 234 | +80  |     | 79-59 |
| 3             | Lille Université Club HB | 6   | 2 | 2 | 244 | 260 | -16  |     | 61-65 |
| 4             | SSD Santa Lucia          | 5   | 1 | 3 | 206 | 266 | -60  |     | 52-67 |
| 5             | Megas Alexandros 1994    | 4   | 0 | 4 | 184 | 324 | -140 |     | 46-81 |

| Légende | Légende                                        |
| ------- | ---------------------------------------------- |
|         | Qualifié pour la phase finale de l'Euroligue 3 |
|         | Éliminé                                        |

## Tournois de qualification au tour préliminaire de l'Euroleague 3 2026
Deux tournois de qualification sont organisés cette saison. Ils se disputent tous deux en Sardaigne et sont accueillis par les équipes réserves d'Asinara Waves Porto Torres et du Dinamo Lab Sassari. Leur vainqueur remporte une place pour le tour préliminaire de l'Euroligue 3 en 2026.

### Groupe A
| ELQT Groupe A |                                    |     |   |   |     |     |      |     |       |
|               | Équipe                             | Pts | G | P | PP  | PC  | Diff | Dép | Moy   |
| 5             | Tosyali Iskenderun EB Takimi Adana | 8   | 4 | 0 | 322 | 192 | +130 |     | 81-48 |
| 2             | Handi Sud Basket Marseille         | 7   | 3 | 1 | 327 | 206 | +121 |     | 82-52 |
| 4             | Lothian Phoenix Glasgow WBC        | 6   | 2 | 2 | 229 | 256 | -27  |     | 57-64 |
| 3             | Rolling Rebels RC St. Gallen       | 5   | 1 | 3 | 237 | 296 | -59  |     | 59-74 |
| 1             | Asinara Basket                     | 4   | 0 | 4 | 165 | 330 | -165 |     | 41-83 |

| Légende | Légende                      |
| ------- | ---------------------------- |
|         | Qualifié pour l'EuroCup 2023 |
|         | Éliminé                      |

### Groupe B
| ELQT Groupe B |                                    |     |   |   |     |     |      |     |       |
|               | Équipe                             | Pts | G | P | PP  | PC  | Diff | Dép | Moy   |
| 2             | KKTC Vakıflar Mersin WBT           | 8   | 4 | 0 | 315 | 215 | +100 |     | 79-54 |
| 5             | Sunrise Medical Schooters Waalwijk | 7   | 3 | 1 | 242 | 194 | +48  |     | 61-49 |
| 3             | Reading Rockets BC                 | 6   | 2 | 2 | 238 | 217 | +21  |     | 60-54 |
| 4             | Rebel Wheelers Cork                | 5   | 1 | 3 | 185 | 217 | -32  |     | 46-54 |
| 1             | Dinamo Sassari Junior Team         | 4   | 0 | 4 | 147 | 284 | -137 |     | 37-71 |

| Légende | Légende                      |
| ------- | ---------------------------- |
|         | Qualifié pour l'EuroCup 2023 |
|         | Éliminé                      |

## Phases finales

### Ligue des Champions

#### Quarts de finale
Les deux premiers de chaque poule se qualifient pour le final four, organisé à Istanbul par le Galatasaray SK. Les troisièmes sont reversés au tour final de l'Euroligue 1.

Groupe A

| QF Groupe A | QF Groupe A                      | QF Groupe A | QF Groupe A | QF Groupe A | QF Groupe A | QF Groupe A | QF Groupe A | QF Groupe A | QF Groupe A |
|             | Équipe                           | Pts         | G           | P           | Pm          | Pe          | Diff        | Dép         | Moy         |
| ----------- | -------------------------------- | ----------- | ----------- | ----------- | ----------- | ----------- | ----------- | ----------- | ----------- |
| 1           | BSR Amiab Albacete               | 6           | 3           | 0           | 216         | 156         | +60         |             | 72-52       |
| 2           | Deco Metalferro Amicacci Abruzzo | 5           | 2           | 1           | 183         | 183         | +0          |             | 61-61       |
| 3           | BSR Econy Gran Canaria           | 4           | 1           | 2           | 224         | 238         | -14         |             | 75-79       |
| 4           | ASD Santo Stefano KOS Group      | 3           | 0           | 3           | 178         | 224         | -46         |             | 59-75       |

| Légende | Légende                                        |
| ------- | ---------------------------------------------- |
|         | Qualifié pour les 1/2 finales                  |
|         | Qualifié pour la phase finale de l'Euroligue 1 |
|         | Éliminé                                        |

Groupe B

| QF Groupe B | QF Groupe B             | QF Groupe B | QF Groupe B | QF Groupe B | QF Groupe B | QF Groupe B | QF Groupe B | QF Groupe B | QF Groupe B |
|             | Équipe                  | Pts         | G           | P           | Pm          | Pe          | Diff        | Dép         | Moy         |
| ----------- | ----------------------- | ----------- | ----------- | ----------- | ----------- | ----------- | ----------- | ----------- | ----------- |
| 1           | RSB Thüringia Bulls     | 6           | 3           | 0           | 270         | 203         | +67         |             | 90-68       |
| 2           | CD Ilunion Madrid       | 5           | 2           | 1           | 247         | 213         | +34         |             | 82-71       |
| 3           | CEAM Briantea84 Cantù   | 4           | 1           | 2           | 176         | 226         | -50         |             | 59-75       |
| 4           | Fenerbahçe Göksel Çelik | 3           | 0           | 3           | 200         | 251         | -51         |             | 67-84       |

| Légende | Légende                                        |
| ------- | ---------------------------------------------- |
|         | Qualifié pour les 1/2 finales                  |
|         | Qualifié pour la phase finale de l'Euroligue 1 |
|         | Éliminé                                        |

#### Final Four
L’organisation du final four est attribuée au Galatasaray SK. La compétition se tient au GSB Başakşehir Sports Complex d'Istanbul.
|  | 1/2 finales                       | 1/2 finales                        |                    |    | Finale     | Finale     |
|  | 1/2 finales                       | 1/2 finales                        |                    |    | Finale     | Finale     |
|  |                                   |                                    |                    |    |            |            |
|  | 2 mai 2025                        | 2 mai 2025                         |                    |    | 3 mai 2025 | 3 mai 2025 |
|  | 2 mai 2025                        | 2 mai 2025                         |                    |    | 3 mai 2025 | 3 mai 2025 |
|  | BSR Amiab Albacete                | 70                                 |                    |    | 3 mai 2025 | 3 mai 2025 |
|  | BSR Amiab Albacete                | 70                                 |                    |    | 3 mai 2025 | 3 mai 2025 |
|  | CD Ilunion Madrid                 | 59                                 |                    |    | 3 mai 2025 | 3 mai 2025 |
|  | CD Ilunion Madrid                 | 59                                 | BSR Amiab Albacete | 62 |            |            |
|  | 2 mai 2025                        |                                    | BSR Amiab Albacete | 62 |            |            |
|  |                                   | Deco Metalferro Amicacci Abruzzo 0 | 42                 |    |            |            |
|  | RSB Thüringia Bulls               | Deco Metalferro Amicacci Abruzzo 0 | 42                 | 58 |            |            |
|  | RSB Thüringia Bulls               |                                    |                    | 58 |            |            |
|  | Deco Metalferro Amicacci Abruzzo0 | 67                                 |                    |    |            |            |
|  | Deco Metalferro Amicacci Abruzzo0 | 67                                 | 3e place           |    |            |            |
|  |                                   |                                    |                    |    |            |            |
|  | 3 mai 2025                        |                                    |                    |    |            |            |
|  |                                   |                                    |                    |    |            |            |
|  | CD Ilunion Madrid                 | 86                                 |                    |    |            |            |
|  | CD Ilunion Madrid                 | 86                                 |                    |    |            |            |
|  | RSB Thüringia Bulls               | 50                                 |                    |    |            |            |
|  | RSB Thüringia Bulls               | 50                                 |                    |    |            |            |

### Euroligue 1

#### Phase de groupes
Groupe A

| FEL1 Groupe A | FEL1 Groupe A                        | FEL1 Groupe A | FEL1 Groupe A | FEL1 Groupe A | FEL1 Groupe A | FEL1 Groupe A | FEL1 Groupe A | FEL1 Groupe A | FEL1 Groupe A |
|               | Équipe                               | Pts           | G             | P             | Pm            | Pe            | Diff          | Dép           | Moy           |
| ------------- | ------------------------------------ | ------------- | ------------- | ------------- | ------------- | ------------- | ------------- | ------------- | ------------- |
| 1             | BSR Econy Gran Canaria               | 5             | 2             | 1             | 214           | 183           | +31           | +15           | 71-61         |
| 2             | Hyères HC                            | 5             | 2             | 1             | 213           | 213           | +0            | -3            | 71-71         |
| 3             | Dinamo Lab Banco di Sardegna Sassari | 5             | 2             | 1             | 189           | 197           | -8            | -12           | 63-66         |
| 4             | RSC Köln 99ers                       | 3             | 0             | 3             | 202           | 225           | -23           |               | 67-75         |

| Légende | Légende                       |
| ------- | ----------------------------- |
|         | Qualifié pour les 1/2 finales |
|         | Éliminé                       |

Groupe B

| FEL1 Groupe B | FEL1 Groupe B          | FEL1 Groupe B | FEL1 Groupe B | FEL1 Groupe B | FEL1 Groupe B | FEL1 Groupe B | FEL1 Groupe B | FEL1 Groupe B | FEL1 Groupe B |
|               | Équipe                 | Pts           | G             | P             | Pm            | Pe            | Diff          | Dép           | Moy           |
| ------------- | ---------------------- | ------------- | ------------- | ------------- | ------------- | ------------- | ------------- | ------------- | ------------- |
| 1             | Aigles du Puy-en-Velay | 5             | 2             | 1             | 202           | 180           | +22           | +10           | 67-60         |
| 2             | Galatasaray SK         | 5             | 2             | 1             | 219           | 201           | +18           | -10           | 73-67         |
| 3             | Bidaideak Bilbao BSR   | 4             | 1             | 2             | 206           | 207           | -1            | +17           | 69-69         |
| 4             | CEAM Briantea84 Cantù  | 4             | 1             | 2             | 168           | 207           | -39           | -17           | 56-69         |

| Légende | Légende                       |
| ------- | ----------------------------- |
|         | Qualifié pour les 1/2 finales |
|         | Éliminé                       |

#### Tableau final
Les équipes classées aux deux premières places de chaque groupe se disputent le titre.
|  | 1/2 finales            | 1/2 finales            |                |    | Finale        | Finale        |
|  | 1/2 finales            | 1/2 finales            |                |    | Finale        | Finale        |
|  |                        |                        |                |    |               |               |
|  | 26 avril 2025          | 26 avril 2025          |                |    | 27 avril 2025 | 27 avril 2025 |
|  | 26 avril 2025          | 26 avril 2025          |                |    | 27 avril 2025 | 27 avril 2025 |
|  | BSR Econy Gran Canaria | 58                     |                |    | 27 avril 2025 | 27 avril 2025 |
|  | BSR Econy Gran Canaria | 58                     |                |    | 27 avril 2025 | 27 avril 2025 |
|  | Galatasaray SK         | 72                     |                |    | 27 avril 2025 | 27 avril 2025 |
|  | Galatasaray SK         | 72                     | Galatasaray SK | 64 |               |               |
|  | 26 avril 2025          |                        | Galatasaray SK | 64 |               |               |
|  |                        | Aigles du Puy-en-Velay | 57             |    |               |               |
|  | Aigles du Puy-en-Velay | Aigles du Puy-en-Velay | 57             | 75 |               |               |
|  | Aigles du Puy-en-Velay |                        |                | 75 |               |               |
|  | Hyères HC              | 64                     |                |    |               |               |
|  | Hyères HC              | 64                     | 3e place       |    |               |               |
|  |                        |                        |                |    |               |               |
|  | 27 avril 2025          |                        |                |    |               |               |
|  |                        |                        |                |    |               |               |
|  | BSR Econy Gran Canaria | 80                     |                |    |               |               |
|  | BSR Econy Gran Canaria | 80                     |                |    |               |               |
|  | Hyères HC              | 87                     |                |    |               |               |
|  | Hyères HC              | 87                     |                |    |               |               |

Les équipes classées aux deux dernières places de chaque groupe sont reversées dans ce tableau de classement.
|  | 5e place                              |      |
|  |                                       |      |
|  | 26 avril 2025                         |      |
|  |                                       |      |
|  | Dinamo Lab Banco di Sardegna Sassari0 | 84ap |
|  | Dinamo Lab Banco di Sardegna Sassari0 | 84ap |
|  | Bidaideak Bilbao BSR                  | 88   |
|  | Bidaideak Bilbao BSR                  | 88   |

|  | 7e place              |    |
|  |                       |    |
|  | 26 avril 2025         |    |
|  |                       |    |
|  | RSC Köln 99ers        | 49 |
|  | RSC Köln 99ers        | 49 |
|  | CEAM Briantea84 Cantù | 64 |
|  | CEAM Briantea84 Cantù | 64 |

### Euroligue 2

#### Phase de groupes
Groupe A

| FEL2 Groupe A | FEL2 Groupe A                    | FEL2 Groupe A | FEL2 Groupe A | FEL2 Groupe A | FEL2 Groupe A | FEL2 Groupe A | FEL2 Groupe A | FEL2 Groupe A | FEL2 Groupe A |
|               | Équipe                           | Pts           | G             | P             | Pm            | Pe            | Diff          | Dép           | Moy           |
| ------------- | -------------------------------- | ------------- | ------------- | ------------- | ------------- | ------------- | ------------- | ------------- | ------------- |
| 1             | Asinara Waves Porto Torres       | 6             | 3             | 0             | 209           | 176           | +33           |               | 70-59         |
| 2             | BSR Fundación Aliados Valladolid | 4             | 1             | 2             | 209           | 204           | +5            | +13           | 70-68         |
| 3             | UCAM Murcia BSR                  | 4             | 1             | 2             | 189           | 212           | -23           | -4            | 63-71         |
| 4             | Hannover United                  | 4             | 1             | 2             | 204           | 219           | -15           | -9            | 68-73         |

| Légende | Légende                       |
| ------- | ----------------------------- |
|         | Qualifié pour les 1/2 finales |
|         | Éliminé                       |

Groupe B

| FEL2 Groupe B | FEL2 Groupe B                | FEL2 Groupe B | FEL2 Groupe B | FEL2 Groupe B | FEL2 Groupe B | FEL2 Groupe B | FEL2 Groupe B | FEL2 Groupe B | FEL2 Groupe B |
|               | Équipe                       | Pts           | G             | P             | Pm            | Pe            | Diff          | Dép           | Moy           |
| ------------- | ---------------------------- | ------------- | ------------- | ------------- | ------------- | ------------- | ------------- | ------------- | ------------- |
| 1             | Rhine River Rhinos Wiesbaden | 6             | 3             | 0             | 204           | 163           | +41           |               | 68-54         |
| 2             | Hornets Le Cannet            | 5             | 2             | 1             | 198           | 184           | +14           |               | 66-61         |
| 3             | Gazişehir Gaziantep FK       | 4             | 1             | 2             | 188           | 209           | -21           |               | 63-70         |
| 4             | CS Meaux BF                  | 3             | 0             | 3             | 196           | 231           | -35           |               | 65-77         |

| Légende | Légende                       |
| ------- | ----------------------------- |
|         | Qualifié pour les 1/2 finales |
|         | Éliminé                       |

#### Tableau final
Les équipes classées aux deux premières places de chaque groupe se disputent le titre.
|  | 1/2 finales                        | 1/2 finales                  |                   |    | Finale        | Finale        |
|  | 1/2 finales                        | 1/2 finales                  |                   |    | Finale        | Finale        |
|  |                                    |                              |                   |    |               |               |
|  | 26 avril 2025                      | 26 avril 2025                |                   |    | 27 avril 2025 | 27 avril 2025 |
|  | 26 avril 2025                      | 26 avril 2025                |                   |    | 27 avril 2025 | 27 avril 2025 |
|  | Asinara Waves Porto Torres         | 55                           |                   |    | 27 avril 2025 | 27 avril 2025 |
|  | Asinara Waves Porto Torres         | 55                           |                   |    | 27 avril 2025 | 27 avril 2025 |
|  | Hornets Le Cannet                  | 73                           |                   |    | 27 avril 2025 | 27 avril 2025 |
|  | Hornets Le Cannet                  | 73                           | Hornets Le Cannet | 56 |               |               |
|  | 26 avril 2025                      |                              | Hornets Le Cannet | 56 |               |               |
|  |                                    | Rhine River Rhinos Wiesbaden | 62                |    |               |               |
|  | Rhine River Rhinos Wiesbaden       | Rhine River Rhinos Wiesbaden | 62                | 69 |               |               |
|  | Rhine River Rhinos Wiesbaden       |                              |                   | 69 |               |               |
|  | BSR Fundación Aliados Valladolid   | 57                           |                   |    |               |               |
|  | BSR Fundación Aliados Valladolid   | 57                           | 3e place          |    |               |               |
|  |                                    |                              |                   |    |               |               |
|  | 27 avril 2025                      |                              |                   |    |               |               |
|  |                                    |                              |                   |    |               |               |
|  | Asinara Waves Porto Torres         | 51                           |                   |    |               |               |
|  | Asinara Waves Porto Torres         | 51                           |                   |    |               |               |
|  | BSR Fundación Aliados Valladolid 0 | 76                           |                   |    |               |               |
|  | BSR Fundación Aliados Valladolid 0 | 76                           |                   |    |               |               |

Les équipes classées aux deux dernières places de chaque groupe sont reversées dans ce tableau de classement.
|  | 5e place               |    |
|  |                        |    |
|  | 26 avril 2025          |    |
|  |                        |    |
|  | UCAM Murcia BSR        | 77 |
|  | UCAM Murcia BSR        | 77 |
|  | Gazişehir Gaziantep FK | 57 |
|  | Gazişehir Gaziantep FK | 57 |

|  | 7e place        |    |
|  |                 |    |
|  | 26 avril 2025   |    |
|  |                 |    |
|  | Hannover United | 74 |
|  | Hannover United | 74 |
|  | CS Meaux BF     | 54 |
|  | CS Meaux BF     | 54 |

### Euroligue 3

#### Phase de groupes
Groupe A

| FEL3 Groupe A | FEL3 Groupe A                | FEL3 Groupe A | FEL3 Groupe A | FEL3 Groupe A | FEL3 Groupe A | FEL3 Groupe A | FEL3 Groupe A | FEL3 Groupe A | FEL3 Groupe A |
|               | Équipe                       | Pts           | G             | P             | Pm            | Pe            | Diff          | Dép           | Moy           |
| ------------- | ---------------------------- | ------------- | ------------- | ------------- | ------------- | ------------- | ------------- | ------------- | ------------- |
| 1             | Élan Chalon BF               | 6             | 3             | 0             | 191           | 117           | +74           |               | 64-39         |
| 2             | ASD Padova Millennium Basket | 5             | 2             | 1             | 196           | 145           | +51           |               | 65-48         |
| 3             | RBB Flink Stones Graz        | 4             | 1             | 2             | 188           | 167           | +21           |               | 63-56         |
| 4             | Yalova Ortopedikler SK       | 3             | 0             | 3             | 101           | 247           | -146          |               | 34-82         |

| Légende | Légende                       |
| ------- | ----------------------------- |
|         | Qualifié pour les 1/2 finales |
|         | Éliminé                       |

Groupe B

| FEL3 Groupe B | FEL3 Groupe B                       | FEL3 Groupe B | FEL3 Groupe B | FEL3 Groupe B | FEL3 Groupe B | FEL3 Groupe B | FEL3 Groupe B | FEL3 Groupe B | FEL3 Groupe B |
|               | Équipe                              | Pts           | G             | P             | Pm            | Pe            | Diff          | Dép           | Moy           |
| ------------- | ----------------------------------- | ------------- | ------------- | ------------- | ------------- | ------------- | ------------- | ------------- | ------------- |
| 1             | ASD Reggio Calabria BIC             | 6             | 3             | 0             | 233           | 195           | +38           |               | 78-65         |
| 2             | CD Amivel Reyes Gutiérrez           | 5             | 2             | 1             | 255           | 193           | +62           |               | 85-64         |
| 3             | Manchester Revolution               | 4             | 1             | 2             | 190           | 209           | -19           |               | 63-70         |
| 4             | Interwetten Coloplast Sitting Bulls | 3             | 0             | 3             | 174           | 255           | -81           |               | 58-85         |

| Légende | Légende                       |
| ------- | ----------------------------- |
|         | Qualifié pour les 1/2 finales |
|         | Éliminé                       |

#### Tableau final
Les équipes classées aux deux premières places de chaque groupe se disputent le titre.
|  | 1/2 finales                  | 1/2 finales             |                           |    | Finale        | Finale        |
|  | 1/2 finales                  | 1/2 finales             |                           |    | Finale        | Finale        |
|  |                              |                         |                           |    |               |               |
|  | 26 avril 2025                | 26 avril 2025           |                           |    | 27 avril 2025 | 27 avril 2025 |
|  | 26 avril 2025                | 26 avril 2025           |                           |    | 27 avril 2025 | 27 avril 2025 |
|  | Élan Chalon BF               | 61                      |                           |    | 27 avril 2025 | 27 avril 2025 |
|  | Élan Chalon BF               | 61                      |                           |    | 27 avril 2025 | 27 avril 2025 |
|  | CD Amivel Reyes Gutiérrez    | 82                      |                           |    | 27 avril 2025 | 27 avril 2025 |
|  | CD Amivel Reyes Gutiérrez    | 82                      | CD Amivel Reyes Gutiérrez | 81 |               |               |
|  | 26 avril 2025                |                         | CD Amivel Reyes Gutiérrez | 81 |               |               |
|  |                              | ASD Reggio Calabria BIC | 67                        |    |               |               |
|  | ASD Reggio Calabria BIC      | ASD Reggio Calabria BIC | 67                        | 69 |               |               |
|  | ASD Reggio Calabria BIC      |                         |                           | 69 |               |               |
|  | ASD Padova Millennium Basket | 52                      |                           |    |               |               |
|  | ASD Padova Millennium Basket | 52                      | 3e place                  |    |               |               |
|  |                              |                         |                           |    |               |               |
|  | 27 avril 2025                |                         |                           |    |               |               |
|  |                              |                         |                           |    |               |               |
|  | Élan Chalon BF               | 63                      |                           |    |               |               |
|  | Élan Chalon BF               | 63                      |                           |    |               |               |
|  | ASD Padova Millennium Basket | 53                      |                           |    |               |               |
|  | ASD Padova Millennium Basket | 53                      |                           |    |               |               |

Les équipes classées aux deux dernières places de chaque groupe sont reversées dans ce tableau de classement.
|  | 5e place              |    |
|  |                       |    |
|  | 26 avril 2025         |    |
|  |                       |    |
|  | RBB Flink Stones Graz | 76 |
|  | RBB Flink Stones Graz | 76 |
|  | Manchester Revolution | 77 |
|  | Manchester Revolution | 77 |

|  | 7e place                             |    |
|  |                                      |    |
|  | 26 avril 2025                        |    |
|  |                                      |    |
|  | Yalova Ortopedikler SK               | 47 |
|  | Yalova Ortopedikler SK               | 47 |
|  | Interwetten Coloplast Sitting Bulls0 | 82 |
|  | Interwetten Coloplast Sitting Bulls0 | 82 |

## Classements finaux
|                    | Ligue des Champions                                 | Ligue des Champions | Euroligue 1                          | Euroligue 1 | Euroligue 2                      | Euroligue 2 | Euroligue 3                         | Euroligue 3 |
| Rang               | Équipe                                              | V-D                 | Équipe                               | V-D         | Équipe                           | V-D         | Équipe                              | V-D         |
| ------------------ | --------------------------------------------------- | ------------------- | ------------------------------------ | ----------- | -------------------------------- | ----------- | ----------------------------------- | ----------- |
| Médaille d'or      | BSR Amiab Albacete                                  | 5-0                 | Galatasaray SK                       | 4-1         | Rhine River Rhinos Wiesbaden     | 5-0         | CD Amivel Reyes Gutiérrez           | 4-1         |
| Médaille d'argent  | Deco Metalferro Amicacci Abruzzo                    | 3-2                 | Aigles du Puy-en-Velay               | 3-2         | Hornets Le Cannet                | 3-2         | ASD Reggio Calabria BIC             | 4-1         |
| Médaille de bronze | CD Ilunion Madrid                                   | 3-2                 | Hyères HC                            | 3-2         | BSR Fundación Aliados Valladolid | 2-3         | Élan Chalon BF                      | 4-1         |
| 4                  | RSB Thüringia Bulls                                 | 3-2                 | BSR Econy Gran Canaria               | 2-3         | Asinara Waves Porto Torres       | 3-2         | ASD Padova Millennium Basket        | 2-3         |
| 5                  | BSR Econy Gran Canaria CEAM Briantea84 Cantù        | 1-2 1-2             | Bidaideak Bilbao BSR                 | 2-2         | UCAM Murcia BSR                  | 2-2         | Manchester Revolution               | 2-2         |
| 6                  | BSR Econy Gran Canaria CEAM Briantea84 Cantù        | 1-2 1-2             | Dinamo Lab Banco di Sardegna Sassari | 2-2         | Gazişehir Gaziantep FK           | 1-3         | RBB Flink Stones Graz               | 1-3         |
| 7                  | ASD Santo Stefano KOS Group Fenerbahçe Göksel Çelik | 0-3 0-3             | CEAM Briantea84 Cantù                | 2-2         | Hannover United                  | 2-2         | Interwetten Coloplast Sitting Bulls | 1-3         |
| 8                  | ASD Santo Stefano KOS Group Fenerbahçe Göksel Çelik | 0-3 0-3             | RSC Köln 99ers                       | 0-4         | CS Meaux BF                      | 0-4         | Yalova Ortopedikler SK              | 0-4         |